# John Mayow

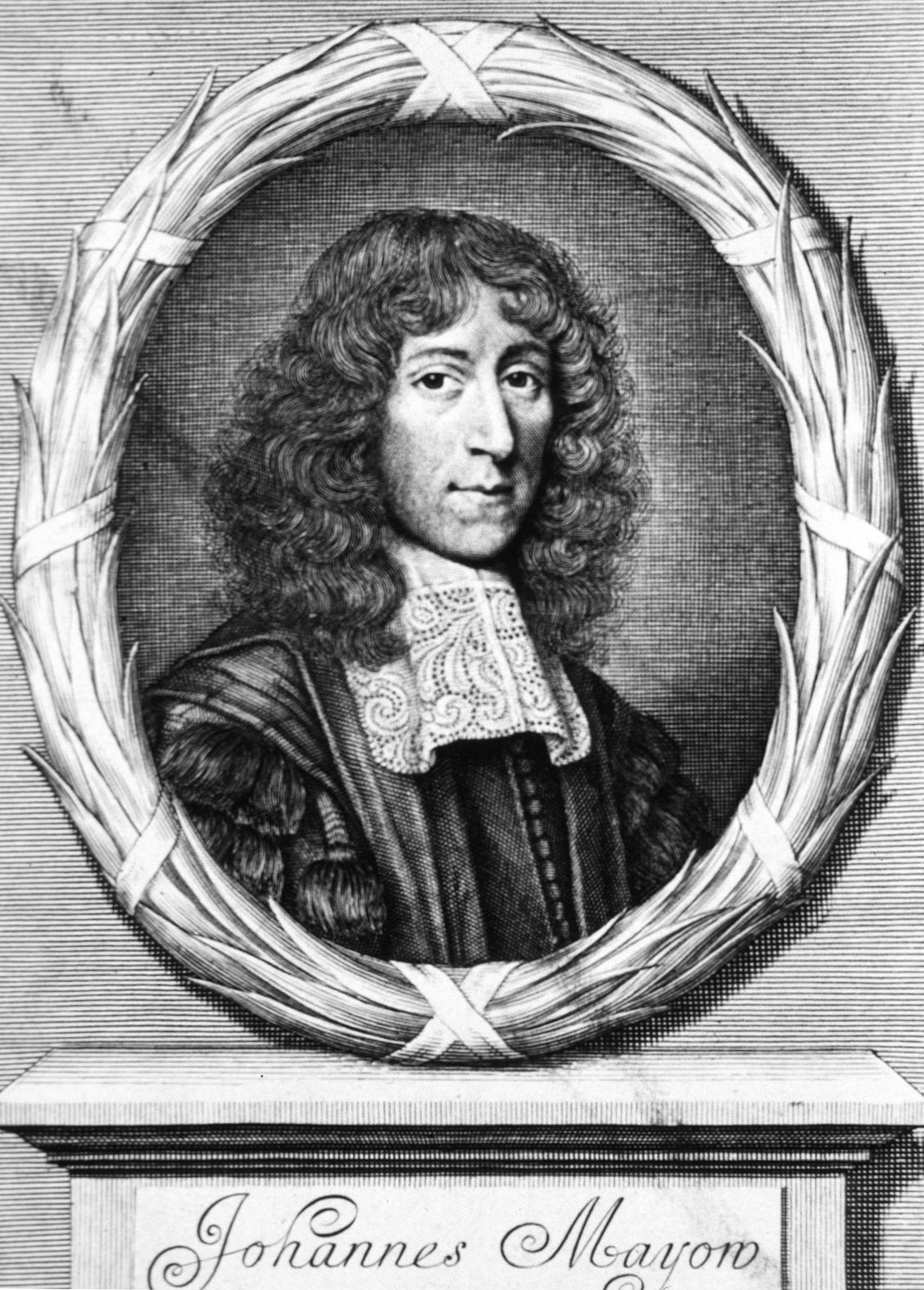
John Mayow, auch John Mayowe

John Mayow (* 24. Mai 1640 [nach Encyclopedia Britannica; nach anderen Quellen um 1642] in Cornwall; † September 1679 in London) war ein britischer Arzt, Chemiker und Physiologe.

## Leben und Wirken
Sowohl der Geburtsort als auch das -jahr sind nicht genau bestimmt, jedoch legen die umfangreichen Untersuchungen von Donald, F. Proctor folgende Daten nahe; Mayow wurde im Jahre 1641 in der Nähe von Morval in Cornwall geboren. Er war der zweite Sohn des Phillip Mayowe (ca. 1600–1679) und seiner Frau Frances Stukley, die seit dem 22. November 1635 verheiratet waren. Er trat im Alter von siebzehn Jahren, 1658, in das Wadham College in Oxford ein. Im Jahr 1660 erhielt er ein Stipendium für das The College of All Souls of the Faithful Departed in Oxford. Dort in Oxford studierte er zunächst Rechtswissenschaften und schloss das Studium 1665 als Bachelor, bachelor of common law ab. Dann folgte das Studium der Medizin, welches er 1670 beendete. Als Arzt praktizierte er von 1670 bis 1679 in der Sommerzeit in der Stadt Bath, im Herbst und Winter in London. Im Jahre 1678 wurde er auf Vorschlag der Robert Hooke zum Mitglied der Royal Society gewählt.
Er starb in London und wurde in der St. Pauls-Kirche in Covent Garden beigesetzt.
In seiner Dissertation 1669 gab er Erklärungen für die Atmung und für Verbrennungsprozesse. Nach Erlangung des Doktorgrades 1670 arbeitete er als Arzt und Naturforscher. Er vertrat die Ansicht, dass Luft aus zwei Teilen bestehe, von denen ein Teil für das Atmen zum Leben notwendig sei.
Mayow differenzierte als Erster zwischen zwei qualitativ unterschiedlichen Anteilen der Luft, den Anteil der unabdingbar für die Erzeugung einer Flammenerscheinung oder Verbrennung nötig war nannte er „Salpeterluft“ oder „Feuerluft“ oder auch spiritus nitro-aëreus (oder spiritus vitalis), da er im Salpeter als dessen aktiver oder feuriger Bestandteil vorkommen würde (darin hatte er aber einen Vorläufer in Ralph Bathurst in Oxford 1654). Dieser spiritus nitro-aëreus sollte die Verbrennung ermöglichen, bei der Atmung wichtig sein und ein Bestandteil von Säuren sein. Im Jahre 1674 beschrieb er die Bildung von Metallkalke als Vereinigung der Metalle mit „Salpeterluft“ dem spiritus nitro-aëreus.

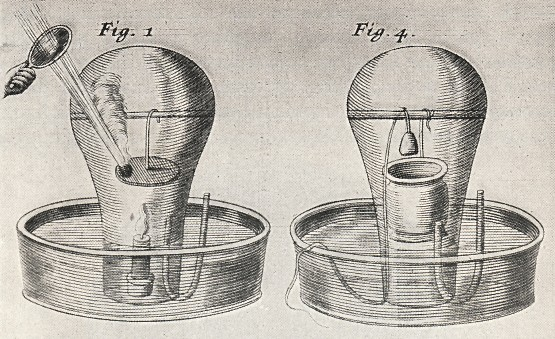
Materialien die Mayow für seine Verbrennungsexperimente nutzte

## Schriften (Auswahl)
- Tractatus de respiratione et de rachitide. (1669)
- Tractatus Quinque Medico-Physici. (1674)Textarchiv – Internet Archive
- Opera omnia medico-physica. (1681)
- Tractus de sal-nitro et spiritu nitro-aëreo. Oxford, (1669)
- Untersuchungen über den Salpeter und den salpetrigen Luftgeist, das Brennen und das Athmen. Hrsg. von F. G. Donnan. Engelmann, Leipzig 1901 (Ostwald’s Klassiker der exakten Wissenschaften, 125)